# Терлєєва Олена Володимирівна
Оле́на Володи́мирівна Терлє́єва (нар. 6 березня 1985, Сургут, РРФСР) — російська співачка. Фіналістка проекту «Фабрика зірок-2».

## Біографія
Олена Терлєєва народилася 6 березня 1985 року в сибірському місті Сургут у сім'ї військового. Незабаром після цього вони переїхали до полярного кола, в Новий Уренгой, де і пройшло дитинство співачки. Там сформувався її характер — непростий, але разом з тим дуже твердий і цілеспрямований.
Мати майбутньої співачки працювала викладачем музики, а тому, напевно, не дивно, що й дочка пішла по її стопах. Спочатку, за прикладом матері, вона старанно займалася фортепіано, проте через декілька років стала паралельно брати уроки вокалу. І настільки захопилася, що інструмент відійшов на другий план.
Загальноосвітню школу вона згадувати не любить. З предметів їй подобалися тільки російська мова та література. Разом з тим, будучи від природи достатньо закритою людиною, Олена трималася дуже відособлено від однокласників, а весь вільний час присвячувала музиці. У старших класах вона до того ж стала відлучатися на різні регіональні конкурси.
У 15 років на одному з регіональних музичних конкурсів Терлєєву зауважив голова журі телепроєкту «Ранкова зірка», який запросив її на конкурс, де вона в результаті перемогла. Влітку 2001 року, після закінчення школи, вона поїхала до Москви й вступила на естрадно-джазове відділення по класу вокалу. А через рік пройшла кастинг на реаліті-шоу «Фабрика зірок 2», музичним керівником якого був Максим Фадєєв. У фіналі Олена посіла друге місце. Після завершення «Фабрики» співачка на деякий час зникла з поля зору.
У 2005 році Терлєєва в дуеті з Джемом («Фабрика-1») виступала на російському відборі конкурсу пісні Євробачення 2005 з піснею «No More War», і в одному з півфіналів дует посів перше місце набравши 20,1 % глядацьких голосів. Але у фіналі Терлєєва і Джем виявилися тільки шостими. У тому ж році Олена отримала премію «Золотий голос Росії» від уряду Москви.
Пісня «Между мною и тобою», випущена в кінці 2005 року, активно ротувалася на «Русском радио» та інших великих російських радіостанціях. А влітку 2006 року вийшла нова композиція «Брось», на яку було знято кліп.
Справжня популярність прийшла до Олени після виконання пісні «Солнце».
Після цього хіта в ротації з'явилася не менш успішна пісня «Люби меня», на яку зняв кліп Алан Бадоєв. Саме за цю пісню в червні 2009 року Олена Терлєєва отримала нагороду «Бог ефіру» в номінації «Найкращий радіохіт серед виконавиць». Співачка обійшла Крістіну Орбакайте і Жанну Фріске.
Зараз Олена співпрацює з відомим саксофоністом і готує джазову програму.